# McConnellsburg, Pennsylvania
McConnellsburg là một thị trấn thuộc quận Fulton, tiểu bang Pennsylvania, Hoa Kỳ. Năm 2010, dân số của thị trấn này là 1220 người.